# ツォンカパ
ツォンカパ（ཙོང་ཁ་པ་ Tsong-kha-pa、1357年 - 1419年）は、チベット仏教最大の学僧であり、代々のダライ・ラマの所属する宗派ゲルク派（黄帽派）の開祖。本名はロサン・タクパ（blo bzang grags pa)。アムド地方ツォンカ（湟中・クンブム・チャンパーリン寺（タール寺）の所在地）の地に生まれる。ツォンカパとは「ツォンカ(湟中)の人」という意味で出身地の地名にちなんだ通称である。ツォンカと言う地名の語源は葱(cōng)の地(kha)であり、人(pa)を加えると「葱畑の人」という意味ともなる。守護尊（イダム）は文殊菩薩とヴァジュラバイラヴァ。 

## 概要

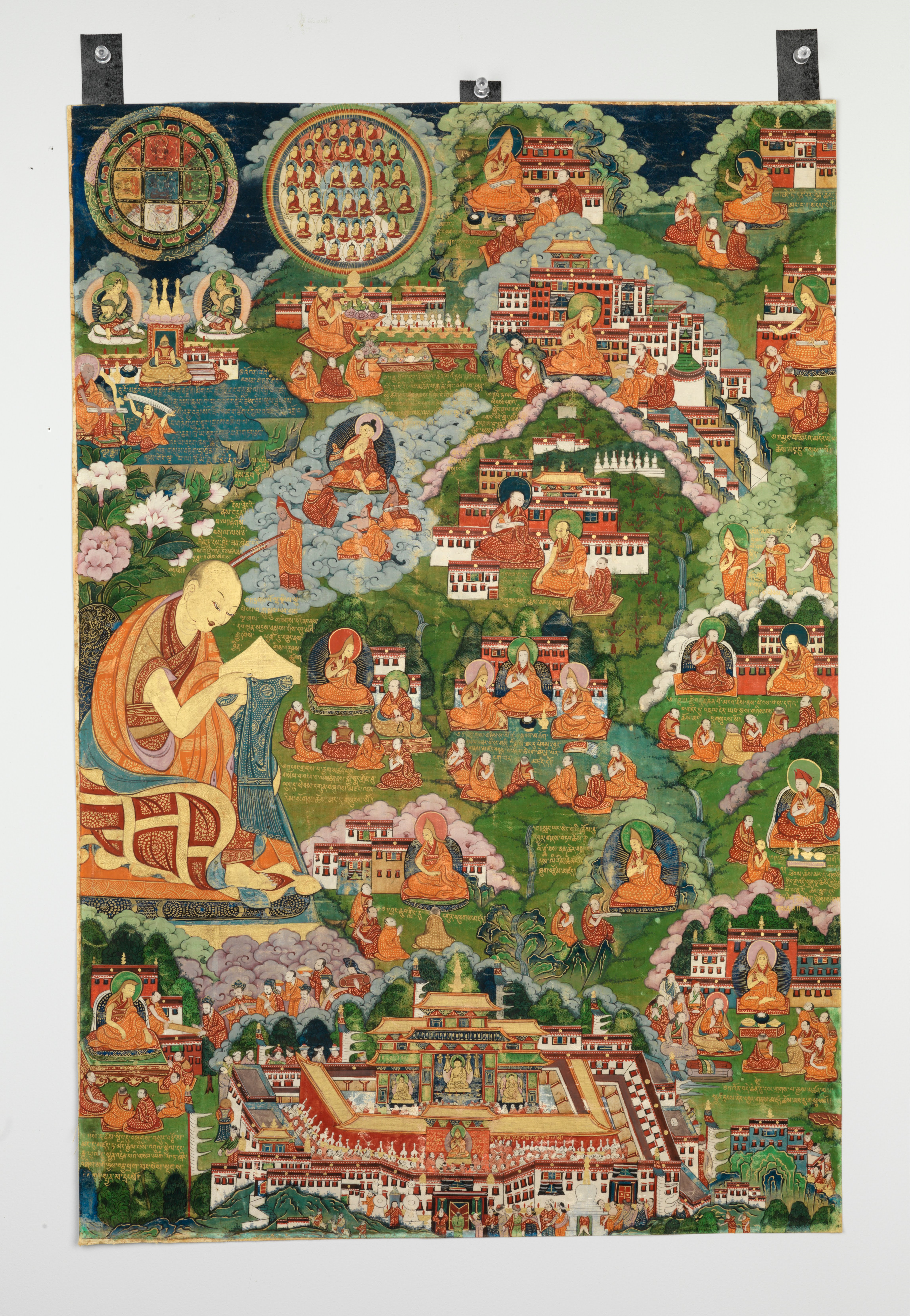
ツォンカパの人生を描いたタンカ。場面中段左側に大きく描かれた僧侶は、ツォンカパの夢に現れ、彼を加持した仏護（ブッダパーリタ）。18世紀、チベット。ルビン美術館蔵。

1372年、ツォンカパが16歳の頃にウー・ツァンに移り、仏門に入る。
1401年、アティーシャの『菩提道灯論』に範をとって主著『菩提道次第論』を著し、仏教のあらゆる教説は行者が凡夫から悟りへと至る修行の道程として統合されるとする「道次第」（ラムリム、修行の道程）の思想によってチベット仏教教学を大成した。また、『秘密道次第』を筆頭に密教的著作も数多く残している。
思想的には中観帰謬派（プラーサンギカ）の立場をとり、顕教においては特にチャンドラキールティの説を奉じた。また、それと呼応して密教教義の解釈にも中観派的な視点からの捉え直しを行い、なかでも性瑜伽などを観想上のものと規定することで、左道密教的な実践を廃し、修行者に持戒を求めたことは、綱紀の粛正の面で大きな役割を果たした。
1419年、自らが開いたガンデン寺で死去。墓（廟所）は同寺内にあり、チベット仏教の伝統により遺体はミイラ化されて保存されていたが、文化大革命に伴う寺の破壊に伴い遺体も散逸した。現在は再興した寺に再建された廟に、回収された遺骨の一部が納められている。

## 代表的な著作
- 菩提道次第広論 Lam rim chen mo
- 菩提道次第略論 Lam rim chung ngu
- 秘密道次第論 sNgags rim chen mo
- 了義未了義判別善説心髄 Drang nges Legs bshad snying po
- 秘密集会五次第灯明 Rim lnga gsal sgron
- 吉祥秘密集会成就法清浄瑜伽次第 Dpal gsan-ba-hdus-pahi sgrub-thabs rnal-hbyor dag-pahi rim-pa

## 日本語文献
原典入りの詳細な研究訳注
- クンシ・カンテル 『ツォンカパ　アーラヤ識とマナ識の研究』 ツルティム・ケサン、小谷信千代共訳、文栄堂書店 1986年
- 小川一乗 『ツォンカパ造＜意趣善明＞第六章のテキストと和訳』 文栄堂書店 1988年
- 『仏教瑜伽行思想の研究』 ツルティム・ケサン、小谷信千代共訳　文栄堂書店、1991年
- 『ツォンカパ中観哲学の研究』全5冊、ツルティム・ケサン、藤仲孝司ほか・注解、文栄堂書店、1996-2003年
- 『ツォンカパ　チベットの密教ヨーガ』　ツルティム・ケサン、山田哲也共訳、文栄堂書店、1999年
- 『菩提道次第大論の研究』 ツルティム・ケサン、藤仲孝司訳著、文栄堂書店、2005年 
  - 『菩提道次第大論の研究　2･3』 同、星雲社（UNIO）、2014年、2017年
- 『吉祥秘密集会成就法清浄瑜伽次第 チベット密教実践入門』 永田文昌堂  1995年
- 『秘密集会安立次第論註釈　チベット密教の真髄』 永田文昌堂　2000年
ツルティム・ケサン、北村太道共訳、チベット密教資料翻訳シリーズ
- 齋藤保高 『ツォンカパのチベット密教 -『真言道次第広論』全十四品解説と第十二品「生起次第」和訳』大蔵出版、2013年、ISBN 978-4804305875

訳注・伝記研究
- 御牧克己、苫米地等流、森山清徹訳注 『大乗仏典 中国・日本篇15　ツォンカパ』 中央公論社、1996年
了義未了義善説心髄、菩提道次第大論、菩提道次第小論、秘密道次第大論の抄訳注と解説。
- 『悟りへの階梯　チベット仏教の原典　菩提道次第論』  
ツルティム・ケサン、藤仲孝司訳注、星雲社（UNIO）、2005年
- 石濱裕美子、福田洋一共訳著 『聖ツォンカパ伝』 大東出版社、2008年
- ゲシェー・ソナム・ギャルツェン・ゴンタ 『チベット仏教文殊菩薩（マンジュシュリ）の秘訣』 法蔵館、2004年
- 四津谷孝道 『ツォンカパの中観思想 　ことばによることばの否定』 大蔵出版、2006年
- 福田洋一 『ツォンカパ中観思想の研究』 大東出版社、2018年

研究解説ほか
- 松本史朗 『チベット仏教哲学』 大蔵出版、1997年
- 田中公明 『チベット密教』 春秋社、1993年、改訂版2012年
- 『シリーズ密教2　チベット密教』 立川武蔵・頼富本宏編、春秋社、1999年、新版2005年
- 『岩波講座東洋思想（11） チベット仏教』 岩波書店　1989年、再版1999年
松本史朗「ツォンカパとゲルク派」ほか、長尾雅人、山口瑞鳳ら全12名
- 『チベット密教』 ツルティム・ケサン、正木晃共著　　
ちくま新書、2000年／ちくま学芸文庫（増補版） 2008年、入門書